# 12999 Toruń
A 12999 Torun (ideiglenes jelöléssel 1981 QJ2) a Naprendszer kisbolygóövében található aszteroida. Edward L. G. Bowell fedezte fel 1981. augusztus 30-án.